# Discografia de McFly
A discografia da banda britânica McFly começa em 2004, quando lançam seu primeiro álbum, Room on the 3rd Floor, que alcançou a posição 1# no UK Singles Chart e ganhou o certificado de platina duplo, que significa mais de 600.000 cópias vendidas no Reino Unido. O segundo álbum de estúdio, Wonderland, também chegou à posição 1# e ganhou a certificação de Platina. O terceiro álbum, Motion in the Ocean, foi o primeiro a não alcançar o topo na parada britânica, ficando na #6 posição; porém esse álbum ganhou o certificado de Ouro. O quarto álbum, Radio:Active, teve como melhor posição a #8.
O único single da banda que recebeu certificado pela BPI foi "All About You/You've Got a Friend", ganhando a Prata, o que, pela BPI, significam 200.000 cópias vendidas. Esse single também foi o único à alcançar a #1 posição no Reino Unido e na Irlanda.

## Álbuns

### Álbuns de estúdio
| Room on the 3rd Floor                                        | - Lançamento: 5 de julho de 2004 - Formatos: CD, fita cassete, download digital - Gravadora: Universal Music | 1  | 19 | —  | 26 | - : 2× Platina        |
| Wonderland                                                   | - Lançamento: 29 de agosto de 2005 - Formatos: CD, download digital - Gravadora: Island Records              | 1  | 11 | 9  | 61 | - : Platina           |
| Motion in the Ocean                                          | - Lançamento: 6 de novembro de 2006 - Formatos: CD, download digital - Gravadora: Island Records             | 6  | 23 | 23 | 89 | - : Ouro              |
| Radio:Active                                                 | - Lançamento: 22 de setembro de 2008 - Formatos: CD, CD/DVD, download digital - Gravadora: Super Records     | 8  | 26 | 34 | 49 | - : Prata - : Platina |
| Above the Noise                                              | - Lançamento: 15 de novembro de 2010 - Formatos: CD, download digital - Gravadora: Island Records            | 20 | 79 | 41 | —  | - : Ouro              |
| Young Dumb Thrills                                           | - Lançamento: 13 de novembro de 2020 - Formatos: CD, download digital, vinil, fita cassete - Gravadora: BMG  | 2  | 23 | —  | —  |                       |
| "—" representa álbuns não posicionados nas paradas musicais. | |    |    |    |    |                       |

### Coletâneas
| All the Greatest Hits                                        | - Lançamento: 5 de novembro de 2007 - Formatos: CD, download digital - Gravadora: Island Records  | 4  | 20 | 18 | - : Ouro |
| The Greatest Bits: B-Sides & Rarities                        | - Lançamento: 3 de dezembro de 2007 - Formatos: CD, download digital - Gravadora: Island Records  | 83 | —  | —  |          |
| Memory Lane: The Best of McFly                               | - Lançamento: 26 de novembro de 2012 - Formatos: CD, download digital - Gravadora: Island Records | 21 | 38 | —  | - : Ouro |
| "—" representa álbuns não posicionados nas paradas musicais. |                                                                                                   |    |    |    |          |

### Trilha Sonora
| Just My Luck                                                 | - Trilha sonora, debut nos EUA - Lançamento: 12 de maio de 2006 - Formatos: CD, fita cassete, download digital - Gravadora: Island Records | — | — | 25 |  |
| "—" representa álbuns não posicionados nas paradas musicais. | |   |   |    |  |

## Singles
| Ano                                                           | Canção                                        | Posições | Posições | Posições | Posições | Posições | Posições | Posições | Posições    | Certificados                | Álbum                                   |
| Ano                                                           | Canção                                        | RU       | IRL      | EU       | SCO      | AUS      | NZ       | BEL      | BRA Hot 100 | Certificados                | Álbum                                   |
| ------------------------------------------------------------- | --------------------------------------------- | -------- | -------- | -------- | -------- | -------- | -------- | -------- | ----------- | --------------------------- | --------------------------------------- |
| 2004                                                          | "5 Colours in Her Hair"                       | 1        | 7        | —        | —        | —        | —        | —        | —           |                             | Room on the 3rd Floor                   |
| 2004                                                          | "Obviously"                                   | 1        | 14       | —        | —        | —        | —        | —        | —           |                             | Room on the 3rd Floor                   |
| 2004                                                          | "That Girl"                                   | 3        | 13       | —        | —        | —        | —        | —        | —           |                             | Room on the 3rd Floor                   |
| 2004                                                          | "Room on the 3rd Floor"                       |          | 27       | —        | —        | —        | —        | —        | —           |                             | Room on the 3rd Floor                   |
| 2005                                                          | "All About You/You've Got a Friend"           | 1        | 1        | 2        | —        | —        | —        | —        | —           | - RU: Ouro                  | Wonderland                              |
| 2005                                                          | "I'll Be OK"                                  | 1        | 8        | 6        | —        | —        | —        | —        | —           | - RU: Silver                | Wonderland                              |
| 2005                                                          | "I Wanna Hold You"                            | 3        | 15       | 12       | —        | —        | —        | —        | —           |                             | Wonderland                              |
| 2005                                                          | "Ultraviolet/The Ballad of Paul K"            | 9        | 25       | 34       | —        | —        | —        | —        | —           |                             | Wonderland                              |
| 2006                                                          | "Don't Stop Me Now/Please, Please"            | 1        | 15       | 4        | —        | —        | —        | —        | —           | - RU: Ouro                  | Motion in the Ocean                     |
| 2006                                                          | "Star Girl"                                   | 1        | 14       | 7        | —        | —        | —        | —        | —           |                             | Motion in the Ocean                     |
| 2006                                                          | "Sorry's Not Good Enough/Friday Night"        | 3        | 29       | 11       | —        | —        | —        | —        | —           |                             | Motion in the Ocean                     |
| 2007                                                          | "Baby's Coming Back/Transylvania"             | 1        | 16       | 8        | —        | —        | 40       | —        | —           |                             | Motion in the Ocean                     |
| 2007                                                          | "The Heart Never Lies"                        | 3        | 16       | 12       | —        | —        | —        | —        | —           |                             | Greatest Hits                           |
| 2008                                                          | "One for the Radio"                           | 2        | 20       | 12       | —        | —        | —        | —        | —           | - RU: Silver - BRA: Platina | Radio:Active                            |
| 2008                                                          | "Lies"                                        | 4        | 30       | 14       | —        | —        | —        | —        | 17          | - BRA: Platina              | Radio:Active                            |
| 2008                                                          | "Do Ya/Stay With Me"                          | 18       | —        | 53       | —        | —        | —        | —        | —           |                             | Radio:Active                            |
| 2010                                                          | "Party Girl"                                  | 6        | 31       | 20       | 7        | —        | —        | —        | —           |                             | Above the Noise                         |
| 2010                                                          | "Shine a Light" (feat. Taio Cruz)             | 4        | 13       | 20       | 3        | —        | —        | 10       | —           | - RU: Silverd               | Above the Noise                         |
| 2011                                                          | "That's the Truth"                            | 35       | —        | —        | 38       | —        | —        | —        | —           |                             | Above the Noise                         |
| 2012                                                          | "Love Is Easy"                                | 10       | 40       | 35       | 8        | 13       | 21       | —        | —           | - AUS: Platina - NZ: Ouro   | Memory Lane: The Best of McFly          |
| 2013                                                          | "Love Is on the Radio"                        | 6        | 20       | 47       | 5        | —        | —        | —        | —           |                             | McFly 10: Live at the Royal Albert Hall |
| 2020                                                          | “Happiness”                                   | —        | —        | —        | 26       | —        | —        | —        | —           |                             | Young Dumb Thrills                      |
| 2020                                                          | “Growing Up” (feat. Mark Hoppus do Blink-182) | —        | —        | —        | —        | —        | —        | —        | —           |                             | Young Dumb Thrills                      |
| 2020                                                          | “Tonight Is The Night”                        | —        | —        | —        | 44       | —        | —        | —        | —           |                             | Young Dumb Thrills                      |
| 2021                                                          | “You're Not Special”                          | —        | —        | —        | —        | —        | —        | —        | —           |                             | Young Dumb Thrills                      |
| 2023                                                          | "Where Did All The Guitars Go?"               | —        | —        | —        | —        | —        | —        | —        | —           |                             | Power To Play                           |
| "—" representa singles não posicionados nas paradas musicais. |                                               |          |          |          |          |          |          |          |             |                             |                                         |

### Outras canções
| Ano  | Canção                                         | RU  | Álbum            |
| ---- | ---------------------------------------------- | --- | ---------------- |
| 2007 | "You're The One That I Want"                   | 161 | Over the Rainbow |
| 2007 | "Umbrella"                                     | 159 | Radio:Active     |
| 2009 | "Falling in Love"                              | 87  | Radio:Active     |
| 2013 | "Love Is on the Radio" (Silent Aggression mix) | 115 | TBA              |

## B-sides
| Ano  | B-side                           | A-side                               |
| ---- | -------------------------------- | ------------------------------------ |
| 2004 | "Lola"                           | 5 Colours in Her Hair                |
| 2004 | "The Guy Who Turned Her Down"    | 5 Colours in Her Hair                |
| 2004 | "Help!"                          | Obviously                            |
| 2004 | "She Loves You"                  | That Girl                            |
| 2004 | "Crazy Little Thing Called Love" | Room on the 3rd Floor                |
| 2004 | "Deck The Halls"                 | Room on the 3rd Floor                |
| 2005 | "No Worries"                     | I'll Be OK                           |
| 2005 | "Pinball Wizard"                 | I'll Be OK                           |
| 2005 | "Mr. Brightside"                 | I Wanna Hold You                     |
| 2005 | "Easy Way Out"                   | I Wanna Hold You                     |
| 2005 | "I Predict a Riot"               | Ultraviolet/The Ballad of Paul K     |
| 2006 | "Rockin' Robin"                  | Sorry's Not Good Enough/Friday Night |
| 2006 | "Fight For Your Right"           | Baby's Coming Back/Transylvania      |
| 2007 | "Umbrella"                       | The Heart Never Lies                 |
| 2007 | "Ignorance"                      | The Heart Never Lies                 |
| 2007 | "Sofa, Hyundai, Administration"  | The Heart Never Lies                 |
| 2008 | "The Winner Takes It All"        | Lies                                 |
| 2008 | "I Kissed a Girl"                | Do Ya/Stay With Me                   |
| 2010 | "Sunny Side of the Street"       | Party Girl                           |
| 2010 | "Hotel on a Hill"                | Party Girl                           |
| 2010 | "Dynamite"                       | Shine a Light                        |

## Videografia

### Álbuns de vídeo
| The Wonderland Tour 2005                                     | - Lançamento: 28 de novembro de 2005 - Formatos: DVD - Gravadora: Universal Music                    | 1  |
| Motion in the Ocean (Special Tour Edition)                   | - Lançamento: 14 de maio de 2007 - Formatos: DVD - Gravadora: Island Records                         | 14 |
| All the Greatest Hits (The DVD)                              | - Lançamento: 3 de dezembro de 2007 (RU) - Formatos: DVD - Gravadora: Universal Music                | 1  |
| Radio:ACTIVE (documentário)                                  | - Lançamento: 17 de dezembro de 2008 (Apenas no Brasil) - Formatos: DVD - Gravadora: Universal Music | -  |
| Radio:Active Live At Wembley                                 | - Lançamento: 11 de maio de 2009 - Formatos: DVD - Gravadora: Super Records, EMI                     | 1  |
| McFly 10: Live at the Royal Albert Hall                      | - Lançamento: 26 de dezembro de 2013 - Formatos: DVD, download digital - Gravadora: Super Records    | -  |
| "—" representa álbuns não posicionados nas paradas musicais. | |    |

### Videoclipes
| Ano  | Canção                    | Álbum                                     |
| ---- | ------------------------- | ----------------------------------------- |
| 2004 | "5 Colours in Her Hair"   | Room on the 3rd Floor                     |
| 2004 | "Obviously"               | Room on the 3rd Floor                     |
| 2004 | "That Girl"               | Room on the 3rd Floor                     |
| 2004 | "Room on the 3rd Floor"   | Room on the 3rd Floor                     |
| 2005 | "You've Got a Friend"     | Single: All About You/You've Got a Friend |
| 2005 | "All About You"           | Wonderland                                |
| 2005 | "Pinball Wizard"          | Single: I'll Be OK                        |
| 2005 | "I'll Be OK"              | Wonderland                                |
| 2005 | "I Wanna Hold You"        | Wonderland                                |
| 2005 | 'Ultraviolet"             | Wonderland                                |
| 2005 | "The Ballad of Paul K"    | Wonderland                                |
| 2006 | "Please, Please"          | Motion in the Ocean                       |
| 2006 | "Don't Stop Me Now"       | Motion in the Ocean                       |
| 2006 | "Star Girl"               | Motion in the Ocean                       |
| 2006 | "Sorry's Not Good Enough" | Motion in the Ocean                       |
| 2006 | "Friday Night'            | Motion in the Ocean                       |
| 2007 | "Baby's Coming Back"      | Single: Baby's Coming Back/Transylvania   |
| 2007 | "Transylvania"            | Motion in the Ocean                       |
| 2007 | "The Heart Never Lies"    | All the Greatest Hits                     |
| 2008 | "One for the Radio"       | Radio:Active                              |
| 2008 | "Lies"                    | Radio:Active                              |
| 2008 | "Do Ya"                   | Radio:Active                              |
| 2009 | "Falling in Love"1        | Radio:Active                              |
| 2010 | "Party Girl"              | Above the Noise                           |
| 2010 | "Shine a Light"           | Above the Noise                           |
| 2010 | "That's the Truth"        | Above the Noise                           |
| 2012 | "Love Is Easy"            | Memory Lane: The Best of McFly            |

- Nota 1:  O videoclipe de "Falling in Love" consiste em trechos do DVD Radio:Active Live At Wembley.